# Blackwater Park
Blackwater Park er den svenske progressiv dødsmetal-gruppe Opeths femte studiealbum. Det blev oprindeligt udgivet 27. februar 2001 af Music for Nations og Koch Records. Albummet følger op på og videreudvikler den stil, der arbejdedes med på forgængeren Still Life, og bandet har på det fortsat indarbejdet den blanding af dødsmetal, progressiv metal og elementer fra progressiv rock, som er blevet karakteristisk for bandets lyd. Albummet er opkaldt efter det tyske band af samme navn.
Blackwater Park var det første Opethalbum, som blev produceret af frontmanden fra Porcupine Tree, Steven Wilson, som også stod for støttevokal på nogle af albummets sange. Albummet betragtes af flere fans og kritikere som bandets hovedværk og blev relativt til genren en kommerciel succes, som introducerede bandet til en ny mængde fans. Albummet blev nr. 18 på IGN's liste fra januar 2007 over "topmetalalbum".
I år 2002 blev en ny udgave af albummet med to bonusnumre (som tidligere var blevet udgivet på singlepladen Still Day Beneath the Sun, som blev udgivet i begrænset oplag) og en musikvideo til sangen "Harvest". Der blev udgivet 2000 kopier af denne version.
Albummet indeholder desuden bandets første singleudgivelse; en radiotilpasning af sangen "The Drapery Falls".
Albummets omslag er designet af den amerikanske kunstner Travis Smith, der også har arbejdet sammen med bands som Death, Devin Townsend, Katatonia, Nevermore, Anathema, CKY, Soilwork, King Diamond, Novembre, Avenged Sevenfold og Strapping Young Lad.

## Spor
Som det oftest er tilfældet for bandets sange, er alle på albummet skrevet af Mikael Åkerfeldt. De første to riff på elektrisk guitar på femte sang er skrevet af Peter Lindgren.
1. "The Leper Affinity" – 10:23
2. "Bleak" – 9:16
3. "Harvest" – 6:01
4. "The Drapery Falls" – 10:54
5. "Dirge for November" – 7:54
6. "The Funeral Portrait" – 8:44
7. "Patterns in the Ivy" – 1:53
8. "Blackwater Park" – 12:08

### Dobbelt-cd-udgave fra 2002
1. "Still Day Beneath the Sun" – 4:34
2. "Patterns in the Ivy II" – 4:12
3. "Harvest" − Et videoklip af Opeth i musikstudiet.